# Hors cadre
 (septembre 2010).
Si vous disposez d'ouvrages ou d'articles de référence ou si vous connaissez des sites web de qualité traitant du thème abordé ici, merci de compléter l'article en donnant les références utiles à sa vérifiabilité et en les liant à la section « Notes et références ».
 (septembre 2010).
L’association Hors cadre, fondée en 1997, se donne pour objectif de mener des actions de développement culturel visant la démocratisation de la culture notamment par l’éducation à l’image en direction de différents publics.
Elle est soutenue par les Ministères de la Culture et de la Communication, de la Santé, de la Jeunesse et des Sports, la Préfecture de Région, la Préfecture du Nord, la Préfecture du Pas-de-Calais, le Conseil régional du Nord-Pas-de-Calais, le Conseil général du Nord, le Conseil général du Pas-de-Calais et l’Acsé (Agence Nationale pour la Cohésion Sociale et l’Égalité des Chances). 
Elle accompagne ainsi sur les différents territoires de la région les ‘‘porteurs de projets’’ notamment quand ceux-ci s’adressent à un public en difficultés ou éloigné de l’offre culturelle.
Hors Cadre offre un certain nombre de services aux publics dans toute la région : élaboration de projets, ateliers de pratique artistique, interventions, projections, événementiel, stages, conférences …
L’originalité des projets est le moteur de la dynamique d’action que l’association aide à mettre en place.[non neutre]
Pour Nicolas Huguenin, directeur de l’association, il faut être ‘‘hors cadre’’, car chaque action nécessite la définition d’un nouveau cadre, adapté au contexte et au mode d’élaboration des projets, pour innover dans les actions réalisées, pour s’adapter à la réalité des personnes et mettre l’accent sur leur responsabilisation et leur autonomie de pensée

## Le dispositif Passeurs d'Images
« Passeurs d’images », anciennement appelé « Cinéville/Un été au ciné » est une manifestation nationale initiée par le Ministère de la culture et le Centre National de la Cinématographie pour favoriser et développer diverses formes de rencontres entre le 7e art et les habitants les plus éloignés de l’offre cinématographique.
Il consiste « à la mise en place, hors temps scolaire, de projets d’action culturelle cinématographique et audiovisuelle en direction des publics, prioritairement les jeunes, qui, pour des raisons sociales, géographiques ou culturelles, sont éloignés d’un environnement, de pratiques et d’une offre cinématographiques et audiovisuels ».

### Les soutiens de cette opération
- l’ACSE (Agence nationale pour la Cohésion Sociale et l’Égalité des chances),
- la Direction régionale des Affaires culturelles (Ministère de la Culture),
- le CNC (Centre National du Cinéma et de l’image animée)
- le Secrétariat chargé de la politique de la ville (SG-CIV)
- le Ministère de la Jeunesse et des Solidarités actives
- le Conseil régional du Nord-Pas-de-Calais,
- le Conseil général du Nord,
- et le Conseil général du Pas-de-Calais.

Ce dispositif créé en 1991 est coordonné par l'association KYRNÉA International, et dans chaque région par une structure professionnelle missionnée par la Direction Régionale des Affaires Culturelles dans chaque région. C’est Hors Cadre qui porte ce projet en région Nord-Pas-de-Calais depuis 1998, et propose :

### Des ateliers de programmation de films et de séances exceptionnelles
Les séances exceptionnelles sont organisées dans les salles de cinéma, elles permettent aux publics de rencontrer réalisateurs et acteurs venus présenter leur film et engager un débat à l’issue de la projection. Ces séances sont préparées lors d’ateliers de programmation par des jeunes qui animent la séance débat.

### Des séances de cinéma en plein air
Elles se déroulent au cœur des quartiers sur un écran géant. Séances festives et gratuites, elles sont l’occasion d’offrir "un air de vacances et de ciné" à ceux qui ne partent pas.

### Une politique tarifaire
Afin de permettre aux jeunes éloignés de l’offre culturelle et à leur famille de retrouver le chemin des salles obscures, des chèques cinémas sont diffusés dans les villes qui accueillent la manifestation. Ils permettent de bénéficier d’une réduction de 1,50 € sur le tarif réduit des salles associées à l’opération.

### Des ateliers de réalisation et de pratique de l’image
Chaque année, une quinzaine d’ateliers de pratique artistique, animée par des créateurs, professionnels de l’image et du son, permet aux jeunes de découvrir différents aspects du 7e Art ou de la photographie, en portant un regard actif et critique sur les images et leur environnement. En réalisant un film (documentaire ou fiction), les jeunes s’inscrivent dans un véritable projet d’expression et d’éducation à l’image.

### Des Rencontres RégionalesAteliers d’images, images d’ateliers
Chaque année, depuis 13 ans, des rencontres permettent aux porteurs de projet de confronter leurs expériences et aux jeunes de découvrir dans un cadre festif les productions d’une année. Depuis 2005, elles sont ouvertes aux productions des ateliers hors dispositif Passeurs d’images (temps scolaire et hors temps scolaire). En 2010, ces Rencontres se sont déroulées les 28, 29 et 30 mai à EuraTechnologies à Lille et ont attiré près de 1 100 personnes. Lors de celles-ci, les productions et travaux d’ateliers images sont présentés aux publics, aux professionnels de l’audiovisuel et de l’action culturelle régionale, aux journalistes, aux élus, aux institutions.
Ces rencontres s’affirment comme un véritable forum permettant aux acteurs et aux partenaires de l’audiovisuel régional et de l’éducation à l’image de confronter leurs expériences et leurs réalisations d’ateliers, qu’il s’agisse de films de fictions, de documentaires, de reportages d’installations vidéo ou de travaux photos.
Les équipes et les jeunes des structures d’animation de la région (centres sociaux, clubs de jeunes, services jeunesse, missions locales, clubs de prévention etc) ou des dispositifs scolaires (primaire, collège, lycée) y trouvent le cadre d’une légitime valorisation et des idées dynamisant les projets en gestation.
En 2009, 31 communes et une communauté de communes (7 villes) ont mis en place ce dispositif sur leurs villes : 24 sites du Nord, 12 sites du Pas-de-Calais, 2 sites régionaux avec la Protection Judiciaire de la Jeunesse avec :[style à revoir]
- 32 séances en plein air
- 14 ateliers de production vidéo/graphique ou photographique
- 9 séances avec invités
- 11 ateliers de programmation
- près de 3 600 chèques cinéma valables dans 8 salles de cinéma.

16 000 personnes ont été finalement mobilisées via ce dispositif en 2009.

## Une mission régionale de développement culturel en milieu pénitentiaire
L’objectif de cette mission, soutenue par la Direction interrégionale des services pénitentiaires de Lille, la Direction régionale des affaires culturelles Nord - Pas de Calais, l’Agence nationale pour la cohésion sociale et l'égalité des chances est de participer à la définition et à l’élaboration d’une politique de développement culturel à destination des personnes, mineures ou adultes, placées sous main de justice dans les établissements pénitentiaires de la région et en milieu ouvert.

### Une mission d’expertise, de conseil et de médiation
Un chargé de mission spécialisé accompagne les travailleurs sociaux du Ministère de la Justice (France) et les personnels des établissements pénitentiaires dans l’élaboration de la programmation culturelle qu’ils souhaitent mettre en place. Les travailleurs sociaux envisagent la culture comme un des outils de réinsertion possibles pour les personnes placées sous main de justice. Il convient cependant de soutenir une expression culturelle de qualité à travers la mise en place de chaque projet. Hors Cadre aide les acteurs impliqués à établir un diagnostic des besoins des populations concernées afin de favoriser la mise en place de projets culturels adaptés dans des champs artistiques différents (livre et lecture, théâtre, musique et danse, arts plastiques, audiovisuel et cinéma…). 
Le chargé de mission impulse des rencontres entre les services de l’administration pénitentiaire et les acteurs de la culture. Il prépare la rencontre de ces différents intervenants avec les travailleurs sociaux et peut les aider à surmonter les difficultés auxquelles ils peuvent être confrontés. Afin de construire une véritable politique de développement culturel en Nord-Pas-de-Calais, Hors Cadre initie des conventions locales et suit le déroulement des partenariats, de l’élaboration à l’évaluation des projets.
Le dernier volet de cette mission consiste à favoriser des actions de sensibilisation, d’information et de formation auprès des partenaires, afin de les amener à comprendre les différentes logiques qui les animent et à construire des projets artistiques nourris de sens.

### Une mission d’animation des bibliothèques des établissements pénitentiaires du Nord et du Pas-de-Calais
Une bibliothécaire professionnelle intervient sur les 16 bibliothèques des établissements pénitentiaires du Nord et du Pas de Calais pour structurer, organiser, et gérer la politique du livre par un travail
de terrain au plus proche des bibliothèques des territoires concernés. La chargée de mission participe à la création et à la mise en fonctionnement des nouvelles bibliothèques, à la coordination et à la mutualisation de la politique du livre, à la gestion des acquisitions et des demandes de subventions auprès du Centre national du livre, à la gestion raisonnée des dons, à la communication autour des évènements littéraires et au développement de nouveaux partenariats avec d’autres professionnels du Livre et de la lecture.
Hors Cadre intervient également sur des missions ponctuelles d’expertise sur certains établissements pénitentiaires de la Direction Inter-régionale des Services Pénitentiaires de Lille situés en Picardie et en Haute-Normandie.

## Pôle Ressources Régional
En 2001, l’association Hors Cadre a mis en place ce pôle ressources qui s’inscrit directement dans la démarche culturelle de l’association qui souhaite faciliter et qualifier les démarches des différents partenaires de terrain.
Ce pôle rassemble un fonds assez important d’images : plus de 200 films réalisés par des jeunes lors d’ateliers de pratiques, quelques centaines de photos issues d’ateliers de pratique de la photographie, plusieurs dizaines de documents sonores et quelques œuvres plastiques. 
Ces films, photos, sculptures, affiches ou documents sonores représentent un témoignage de premier ordre sur la créativité des jeunes et des adultes, sur leurs intentions, leurs imaginaires, leurs messages, leurs réussites et leurs échecs.
Classés par thématiques, les matériaux de cette ‘‘banque de donnée’’ sont facilement accessibles aux porteurs de projets, ils apportent de la densité à leurs propres recherches, d’autant que les thématiques sont nombreuses : l’identité, l’amour, la famille, le quartier, le corps, le territoire, etc.
Les conseils et l’accompagnement pédagogique et technique qu’apporte l’association Hors Cadre représentent pour les acteurs de terrain une plus-value non négligeable dans l’élaboration de leur projet.
L’expérience capitalisée, relayée par les documents écrits (pré-projets, documents d’évaluation, bilan personnel des jeunes et des intervenants, articles de presse, story-board, dialogues, séquenciers) provenant des initiateurs, des acteurs des projets et de plus d’une centaine d’artistes : vidéastes, plasticiens, graphistes, photographes, scénaristes, monteurs, comédiens, écrivains, ainsi que des sociologues, sémiologues, journalistes ou critiques de cinéma, offrent aux porteurs de projets des éléments de contenus utiles à la qualification des projets en cours.
La possibilité d’organiser des rendez-vous réguliers, sur des logiques de programmation, de confrontation ou de productions d’images facilite le développement de nouvelles approches et le désenclavement des pratiques.[non neutre]
Ces rendez-vous favorisent une perspective d’action culturelle qui fera se rapprocher des acteurs aussi différents que les éducateurs spécialisés, les animateurs de quartiers, les programmateurs de salles de cinéma, les enseignants, les formateurs, les conseillers des missions locales, les professionnels de la médiation culturelle, les agents de la politique de la ville ou les services éducatifs des musées. Par ces dispositions et compétences, l'association souhaite offrir un espace au service des jeunes et des porteurs de projets d’ateliers de pratiques artistiques. 
Le pôle ressources répond également aux demandes de formation, celle de la direction nationale de la formation initiale de la Protection Judiciaire de la Jeunesse pour leurs éducateurs ou pour des jeunes en parcours d’insertion, comme dans le cadre du projet Entre le ‘‘je’’ et le ‘‘jeu’’ mis en œuvre avec les missions locales.

### Sources et liens externes
- Site officiel
- Visite virtuelle du quartier des Bois Blancs, coordonnée par Hors Cadre